# Renacimiento macedonio

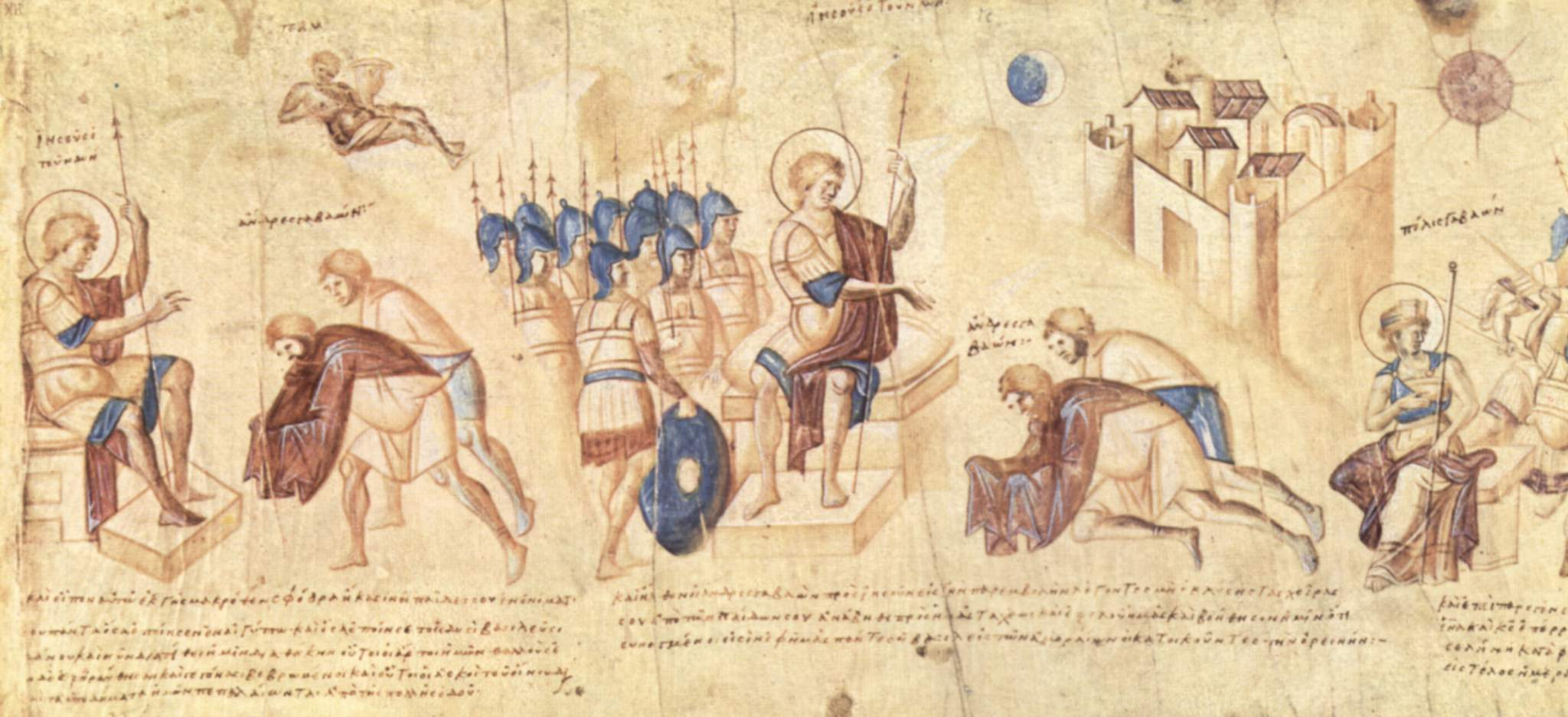
Rótulo de Josué.

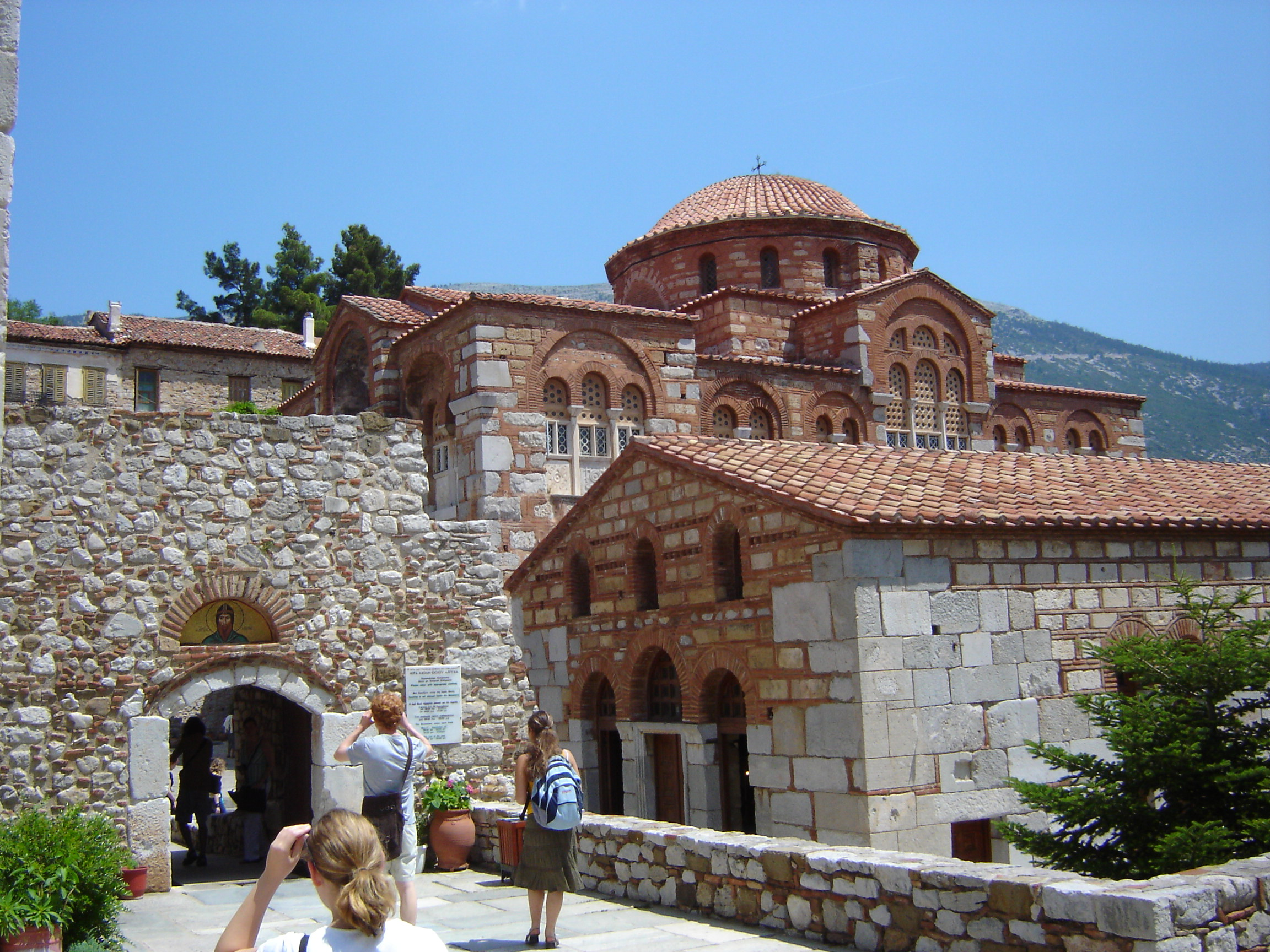
Monasterio de Osios Loukás.

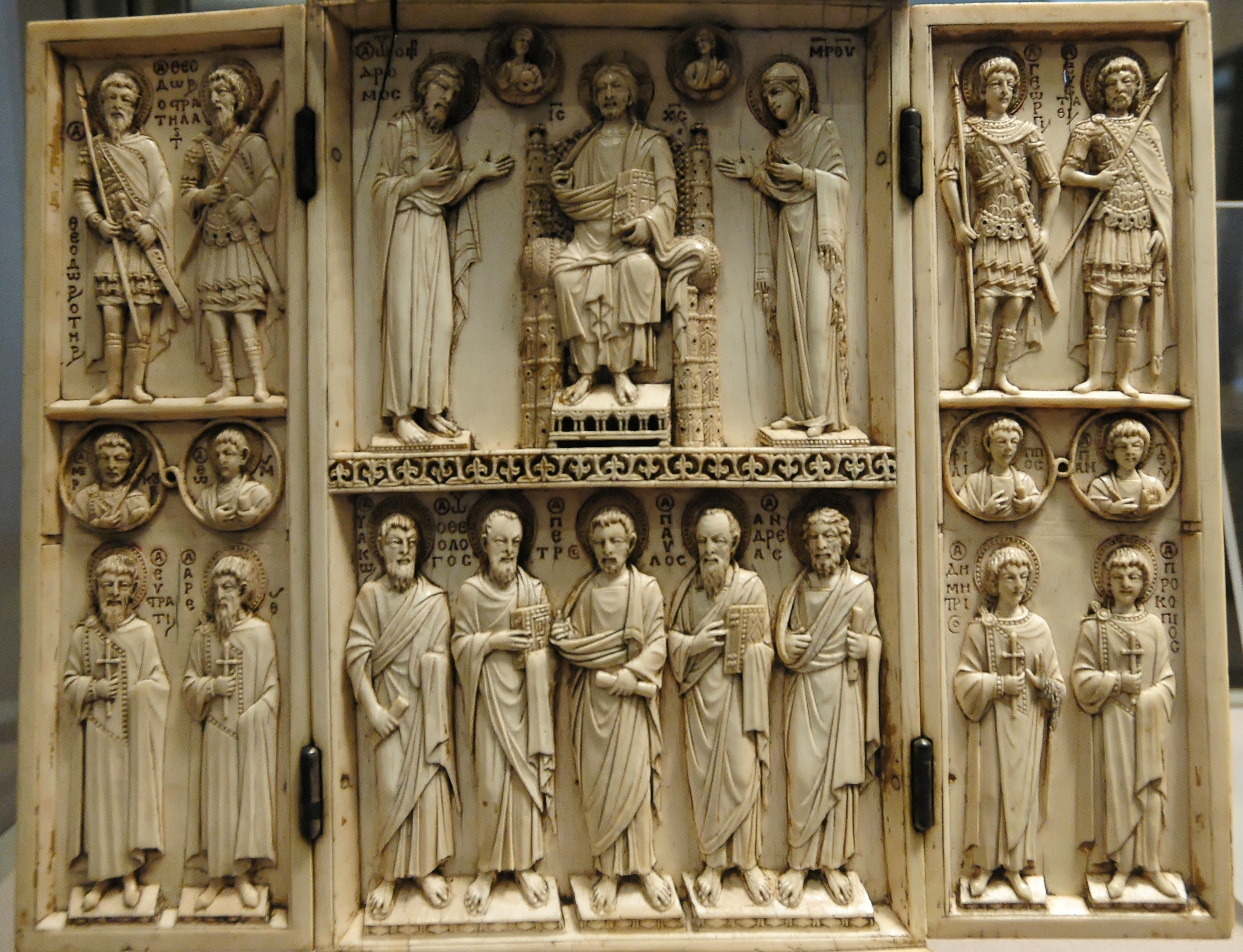
El llamado Tríptico Harbaville.

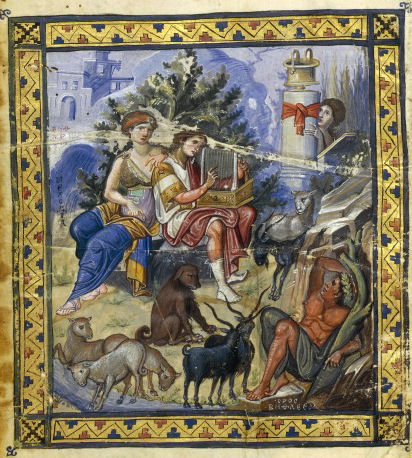
El llamado Psalterio París.

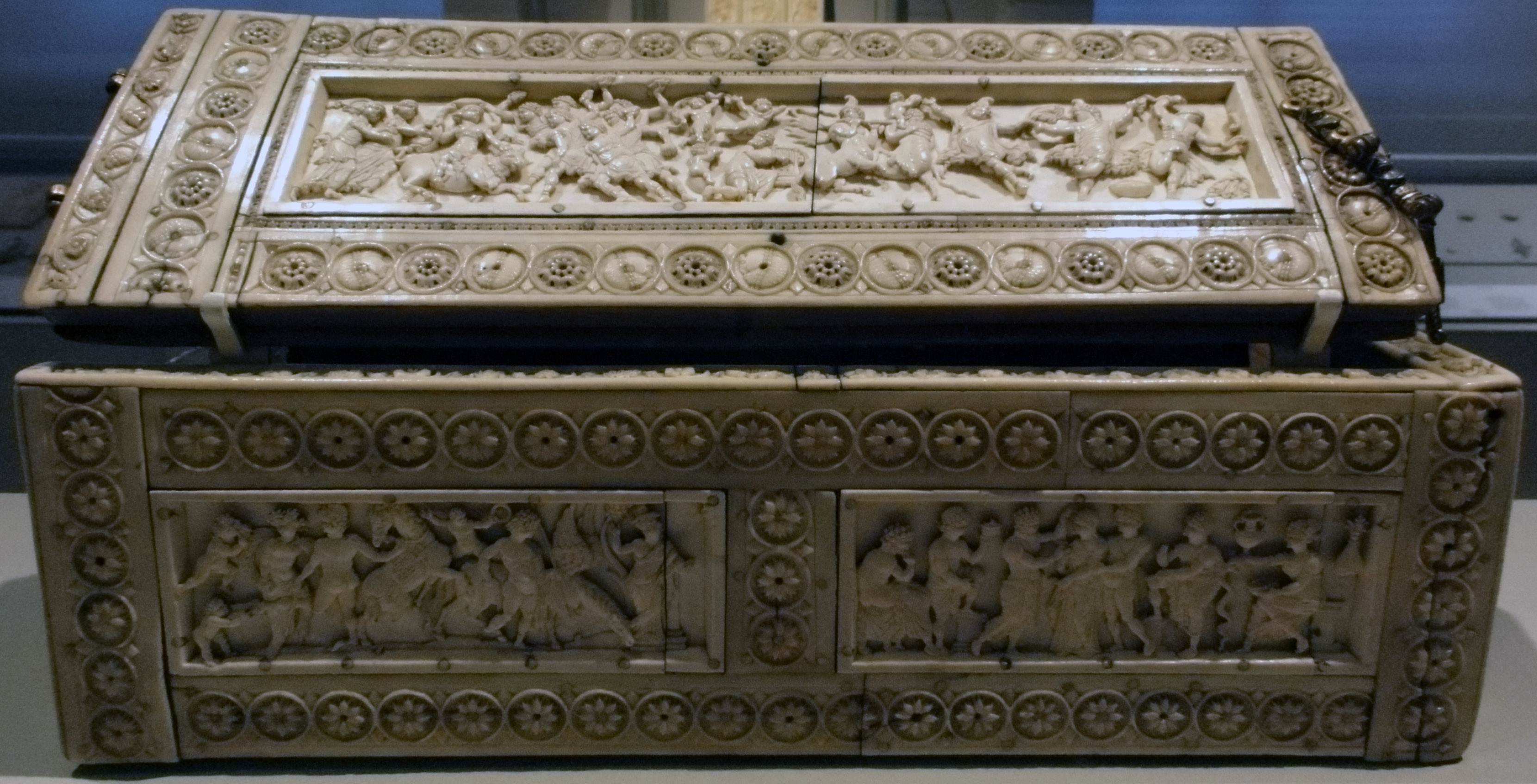
El llamado Cofre Veroli.

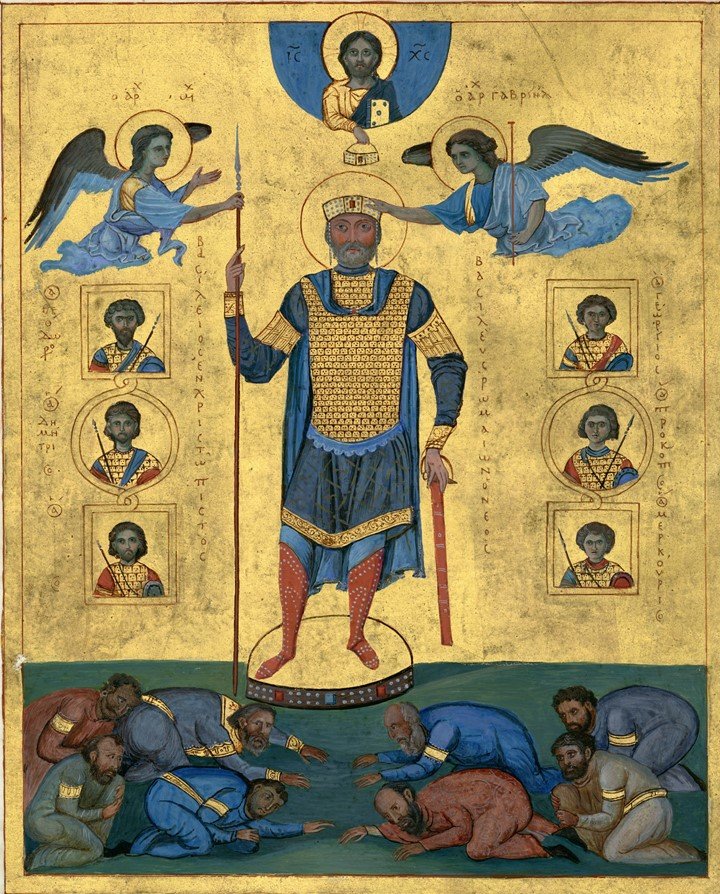
Menologio de Basilio II.

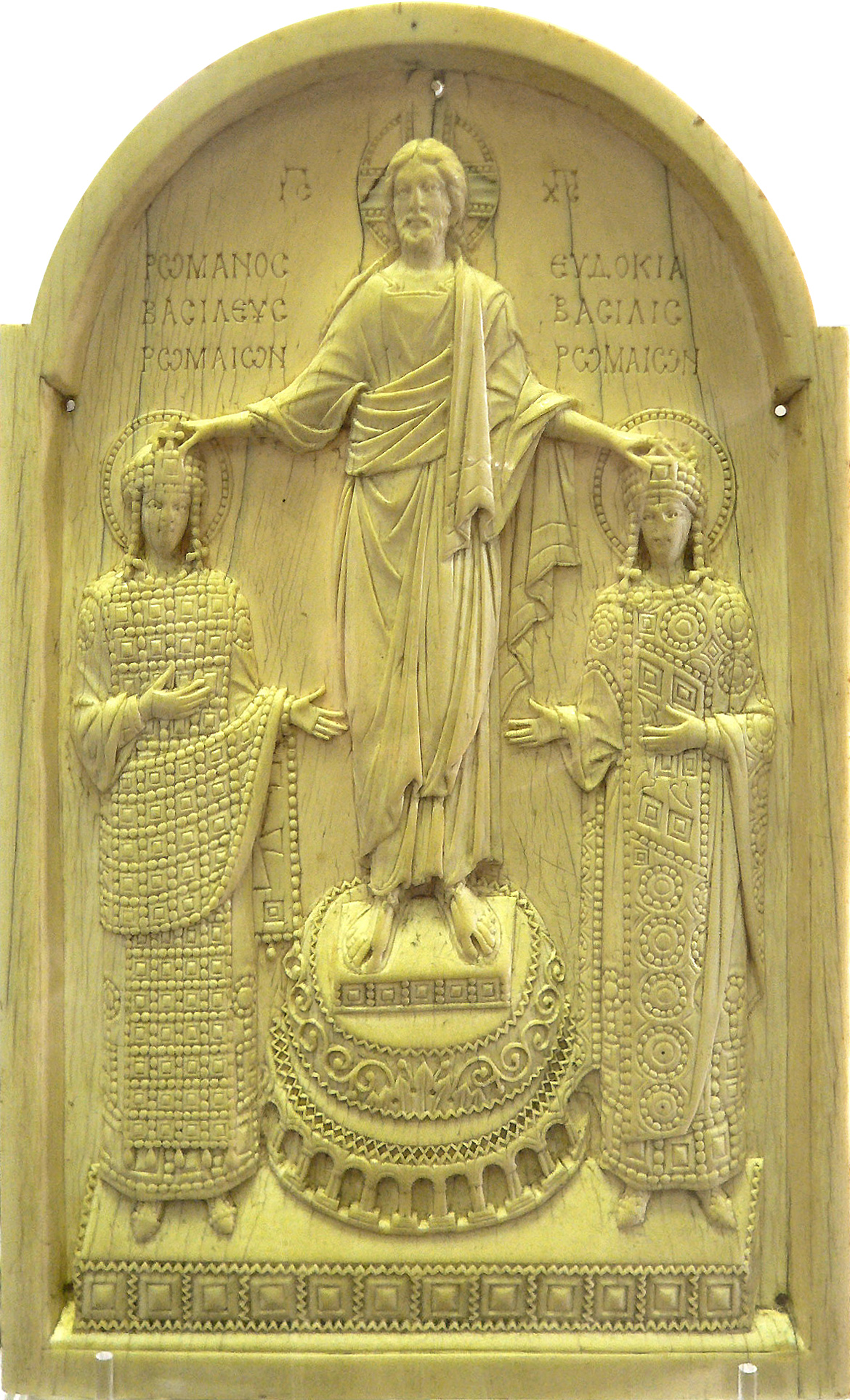
Cristo coronando al emperador Romano II y la emperatriz Eudoxia.

Renacimiento macedonio o macedónico es un concepto historiográfico utilizado para denominar un periodo de auge del Imperio bizantino que coincidió con un renovado interés en la asimilación de motivos clásicos greco-romanos en el arte y la cultura cristiana, que se produjo en torno al siglo X, durante la dinastía macedonia (867-1056). La expresión fue acuñada en 1948 por Kurt Weitzmann para designar a la época del Salterio de París.
La utilización del término "renacimiento" fuera de su contexto original (el de los humanistas del Renacimiento italiano del siglo XV y XVI) es problemática; circunstancia que algunos autores han pretendido señalar con distintos recursos, como el uso de "r" minúscula en vez de la mayúscula, o sutiles distinciones terminológicas (en lengua inglesa, las palabras "renaissance" y "renascence").
Para distinguirlo del llamado Renacimiento paleólogo (o Segundo Renacimiento bizantino, del siglo XIII), al macedónico del siglo X se le denomina Renacimiento bizantino medio o Primer Renacimiento bizantino.
No debe confundirse con el arte macedónico del antiguo reino de Macedonia, parte del arte de la Antigua Grecia.

## Contexto histórico
El Imperio bizantino, que comenzó teniendo el latín como lengua de gobierno como prolongación del Imperio romano, había impuesto ya la lengua griega en su producción literaria; mientras que las diferencias con la cristiandad occidental, con centro en la sede papal de Roma (Iglesia católica), ya habían establecido (Cisma de Oriente 1054) una nítida identificación de la cristiandad oriental con la Iglesia ortodoxa, cuyo centro era Constantinopla, la capital del Imperio.
Basilio I (867-886), fundador de la dinastía macedónica, había nacido en la Tracia bizantina en una familia campesina de ascendencia armenia. Empleado en la burocracia imperial, ascendió rápidamente, hasta ser nombrado coemperador por Miguel III "el Beodo" (ὁ Μέθυσος, epíteto denigratorio que adjudicaron los historiadores de la dinastía macedónica al último emperador de la dinastía frigia). Con hábiles maniobras políticas fue capaz de asentarse en el trono y comenzó campañas diplomáticas y militares para asegurar el Imperio. Recuperó Creta y Chipre (bajo dominio musulmán desde la expansión árabe del siglo VII) y rechazó los avances del Imperio búlgaro. Los emperadores que le sucedieron fueron capaces de mantener un prolongado periodo de paz en el que florecieron la economía y la cultura en todas sus manifestaciones.

## Arte y cultura
El final del periodo iconoclasta permitió a la pintura bizantina reanudar la producción de iconos y mosaicos como el de la Theotokos de Santa Sofía. El nuevo estilo reflejaba una mayor influencia clásica y naturalista, también en otros ámbitos de la cultura y el arte; y tuvo gran influencia en Italia: contemporáneamente, en obras como los frescos de Castelseprio, y más lejanamente en el tiempo, en los siglos posteriores (Duecento y Trecento, cuando el gótico italiano puede empezar a calificarse de pre-Renacimiento -Cimabue y Giotto-).

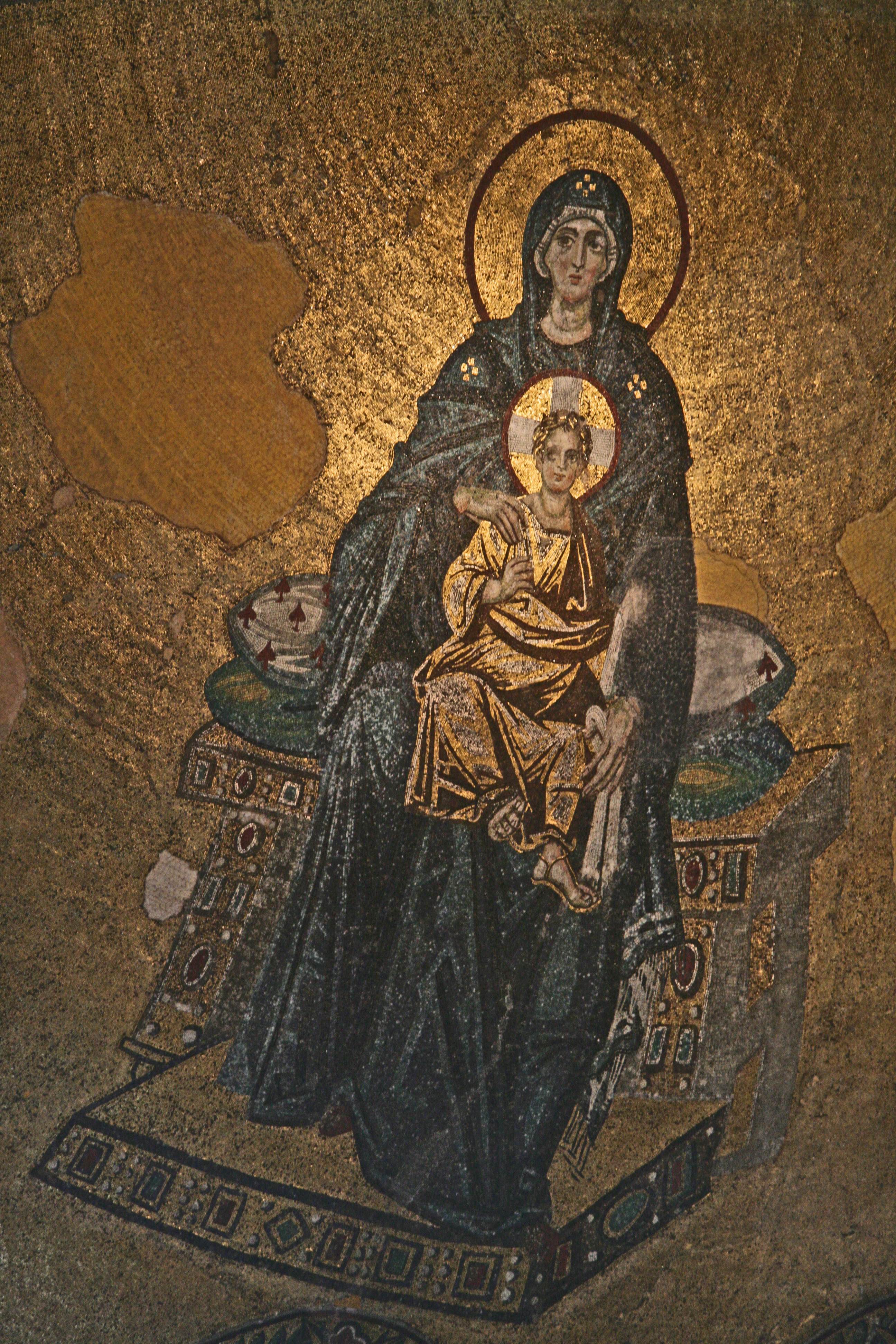
Mosaico en Santa Sofía.
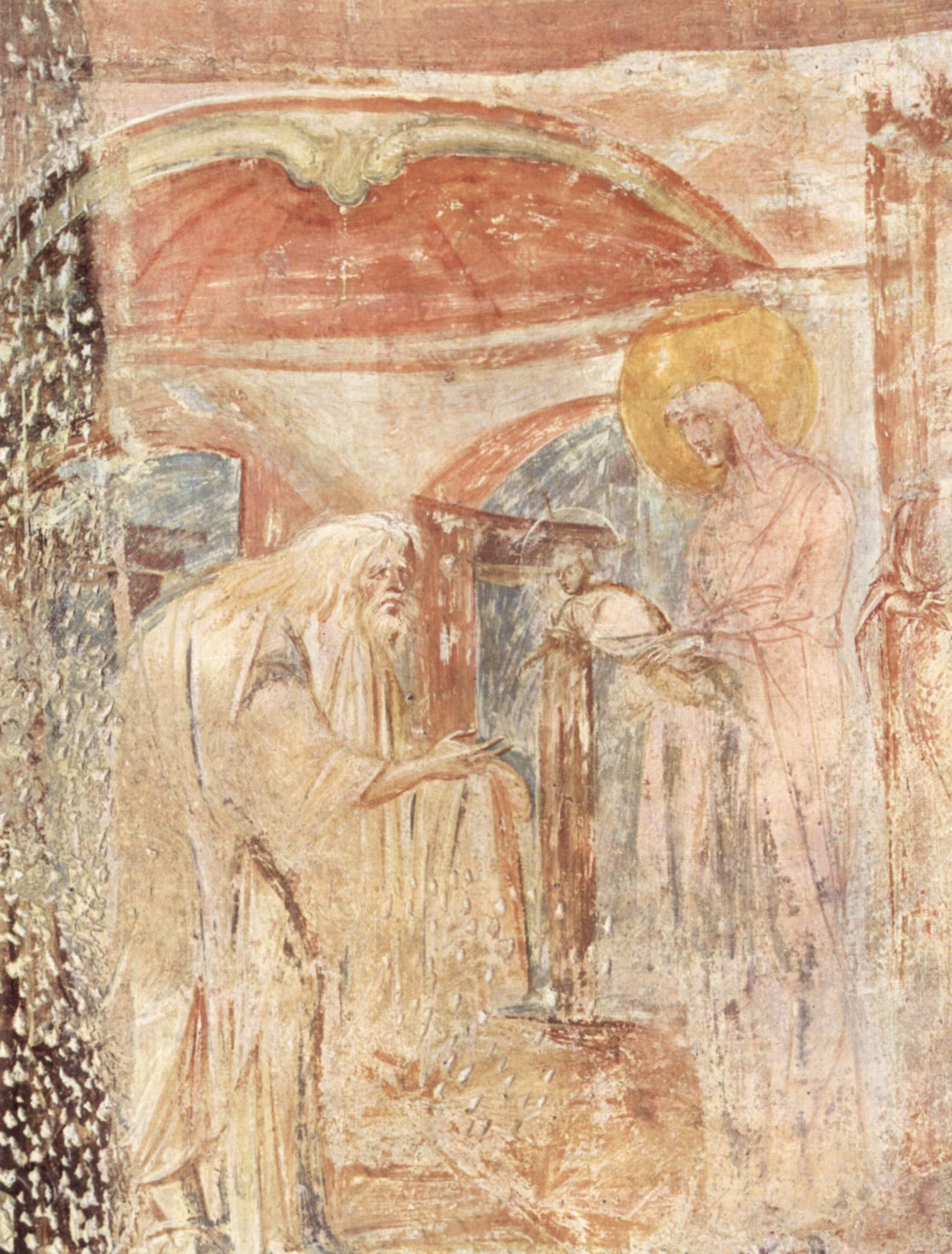
Presentación de Jesús en el Templo, uno de los frescos de Castelseprio.

Se produjo una proliferación de la producción literaria: Εκθεσις της βασιλείου τάξεως ("Explicación del orden del palacio", de título latino De Ceremoniis -"Libro de las ceremonias"-) se dedica a la labor de gobierno, las relaciones diplomáticas y otras costumbres políticas de la época; Τὸ ἐπαρχικὸν βιβλίον (To eparchikon biblion, "el Libro del Eparca" o "Libro del Prefecto") describe propuestas de reformas legislativas que limitaran el creciente poder de los latifundistas y fomentaran la formación de gremios o compañías comerciales para permitir al Estado controlar la economía; los veinte libros de la Γεωπονικά (Geopónica) compilaban todo tipo de informaciones sobre agricultura.
La educación se convirtió en una prioridad. El Πανδιδακτήριον (Pandidakterion -pan, "todo", didakté, "enseñanza"-, institución a la que también se denomina "Universidad de Constantinopla"), que se había fundado en el siglo V por el emperador Teodosio II en el palacio de Magnaura, se revitalizó, convirtiéndose en 849 en una escuela dirigida por el filósofo León el Matemático (ca. 790 – después de 869). La mayor parte de sus obras se han perdido. También en Magnaura Miguel Psellos escribió la Chronographia, una historia de catorce emperadores bizantinos.